# 大阪市立大宮中学校
大阪市立大宮中学校（おおさかしりつ おおみや ちゅうがっこう）は、大阪府大阪市旭区にある公立中学校。

## 沿革
学制改革と同時の1947年、旭区で最初の中学校の一つ・大阪市立旭第二中学校として創立した。大阪市立大宮西小学校内に本校を併設し、分校を大阪市立生江小学校に設置した。
大阪市立中学校では学制改革により新制中学校が設置された当初、暫定的に「行政区名＋番号」の仮称での校名とし、その後地名などを取り入れた校名へと移行するとした。1949年に市内の中学校で校名の一斉改称が実施され、大阪市立大宮中学校へと改称している。また同年には現在地に校舎が完成して移転している。
1949年には知的障害児を対象としていた大阪市立思斉小学校内に、知的障害生徒対象の中等部分校を設置した。分校は1952年に大阪市立思斉中学校として独立している。なお思斉小中学校は後年に統合し、現在の大阪府立思斉支援学校となっている。

### 年表
- 1947年4月1日 - 大阪市立旭第二中学校として創立。
- 1949年5月1日 - 大阪市立大宮中学校と改称。
- 1949年5月16日 - 現在地に移転。
- 1949年6月 - 知的障害児対象の分校を設置。
- 1952年4月1日 - 分校が、大阪市立思斉中学校として独立。
- 1966年5月20日 - 大阪市教育委員会から、英語教育・LLの研究校に指定される。
- 1993年 - 数学教育の研究校として研究発表を実施。

## 通学区域
- 大阪市立大宮西小学校・大阪市立生江小学校・大阪市立城北小学校の通学区域。

大阪市旭区 中宮1丁目-5丁目、生江1丁目-3丁目、赤川1丁目-4丁目。

## 出身者
- 安藤忠雄 - 建築家
- タージン - タレント
- 三島ゆかり - タレント
- 村川絵梨 - 女優
- 八木さおり - 女優
- 六車卓也 - ボクシング（元WBA世界バンタム級チャンピオン）
- 松井千士 - ラグビー選手

## 交通
- 地下鉄谷町線 千林大宮駅 北西へ約1km。
- 大阪シティバス 中宮バス停。